# Music of the Spheres (Coldplay)
Music of the Spheres è il nono album in studio del gruppo musicale britannico Coldplay, pubblicato il 15 ottobre 2021 dalla Parlophone.
L'album ha ricevuto una candidatura ai Grammy Awards 2023 nelle categorie album dell'anno e miglior album pop vocale.

## Antefatti
L'idea di un disco a tema spaziale era stata immaginata dal gruppo fin dal 2010, quando il frontman Chris Martin propose un progetto di costruzione di «un sistema solare» musicale. Al momento della pubblicazione dell'ottavo album Everyday Life, uno degli accenni del successivo progetto era nascosto all'interno del book fotografico delle edizioni fisiche in vinile, in cui un cartellone pubblicitario in bianco e nero in un campo pubblicizza Music of the Spheres. Altri accenni a materiale futuro sono stati presumibilmente nascosti all'interno di testi di canzoni e video musicali tratti da Everyday Life.

## Concezione
Chris Martin ha dichiarato che il tema dell'album è stato ispirato dal «chiedersi come sarebbero stati i musicisti in tutto l'universo» dopo aver visto il gruppo fittizio della cantina di Mos Eisley, scena tratta dal film Guerre stellari, riflettendo sui suoni percepiti nello spazio.
Il concept album è ambientato in un sistema planetario fittizio chiamato The Spheres, che consiste di nove pianeti, tre satelliti naturali, una stella e una nebulosa vicina. Ogni traccia dell'album rappresenta un corpo celeste dell'universo. Seguendo le tracce dell'album, essi sono: Neon Moon I (Music of the Spheres), Kaotica (Higher Power), Echo (Humankind), Kubik (Alien Choir), Calypso (Let Somebody Go), Supersolis (Human Heart), Ultra (People of the Pride), Floris (Biutyful), Neon Moon II (Music of the Spheres II), Epiphane (My Universe), Infinity Station (Infinity Sign) e Coloratura (Coloratura). Supersolis è la stella al centro del sistema, e Coloratura è la nebulosa. Ogni corpo celeste del sistema ha la propria lingua. Un satellite naturale senza nome orbita intorno a Echo, mentre entrambe le Lune di Neon orbitano intorno a Epiphane. Anche un pianeta perduto chiamato Aurora fa parte del sistema, anche se rimane sconosciuto se un canto nascosto lo rappresenterà.
Alcune tracce dell'album sono rese graficamente come emoji:
- Music of the Spheres, occasionalmente Music of the Spheres I, è resa graficamente come
- Alien Choir è resa graficamente come
- Human Heart è resa graficamente come
- Music of the Spheres II è resa graficamente come
- Infinity Sign è resa graficamente come

Come spiegato da Chris Martin a iHeartRadio, la scelta di utilizzare delle emoji è stata parte del processo creativo. A detta del cantante, «le emoji sono parte del nostro modo di comunicare» e delle «lettere che rappresentano parole».
Attraverso il libretto dell'album appare il sottotitolo Vol 1. From Earth with Love, lasciando intendere un seguito al disco negli anni successivi.

## Accoglienza
| Recensione    | Giudizio |
| ------------- | -------- |
| AllMusic      |          |
| Newsic        | 6,25/10  |
| NME           |          |
| Ondarock      | 4/10     |
| Pitchfork     | 5.1/10   |
| Rockol        | 6/10     |
| Rolling Stone |          |
| The Guardian  |          |

Music of the Spheres ha ricevuto recensioni miste da parte della critica specializzata. Su Metacritic, sito che assegna un punteggio normalizzato su 100 in base a critiche selezionate, l'album ha ottenuto un punteggio medio di 55 basato su diciotto recensioni.
Ryan Dombal di Pitchfork assegna a Music of the Spheres 5 punti su 10, scrivendo che l'album si basa su «un concetto fantascientifico, [...] esagerato, da cartone animato, apparentemente fatto per bambini». Proseguendo la recensione, Dombal riscontra che «la scrittura di Chris e la strumentazione maldestra dell'album si riflette in brani che non individuano un sentimento ma piuttosto agitano impotenti le braccia in direzione di qualcuno per farsi notare». Alexis Petridis di The Guardian, scrive che successivamente a Everyday Life «i Coldplay si rendono conto che la musica rock è in uno stato artistico moribondo da qualche tempo e la vera azione è nel pop». Petridis riscontra inoltre incoerenza tra le tracce e che l'ultima traccia Coloratura «piuttosto che legare l'album insieme, questa roba stride con gli evidenti obiettivi commerciali» paragonando il progetto ad un improbabile tentativo di unire i Pink Floyd ai The New Seekers.
Il Financial Times ha dato all'album due stelle su cinque, lodando i suoi testi allegri ma criticando il suo sentimento superficiale. Il suo pensiero è stato ripreso dal Daily Telegraph, che ha definito l'album un «brivido di zucchero» e gli ha dato tre stelle su cinque.

## Tracce
1. Music of the Spheres – 0:53 (Guy Berryman, Jonny Buckland, Will Champion, Chris Martin, Max Martin, Daniel Green, Bill Rahko, Rik Simpson, Federico Vindver)
2. Higher Power – 3:31 (Guy Berryman, Jonny Buckland, Will Champion, Chris Martin, Max Martin, Federico Vindver, Denise Carite)
3. Humankind – 4:26 (Guy Berryman, Jonny Buckland, Will Champion, Chris Martin, Max Martin, Oscar Holter, Jon Hopkins, Stephen Fry, Daniel Green, Federico Vindver)
4. Alien Choir – 0:53 (Guy Berryman, Jonny Buckland, Will Champion, Chris Martin, Max Martin, Jon Hopkins)
5. Let Somebody Go (with Selena Gomez) – 4:01 (Guy Berryman, Jonny Buckland, Will Champion, Chris Martin, Max Martin, Apple Martin, Bill Rahko, Oscar Holter, Livvi Franc, Metro Boomin)
6. Human Heart (with We Are King and Jacob Collier) – 3:08 (Guy Berryman, Jonny Buckland, Will Champion, Chris Martin, Max Martin, Jacob Collier, Amber Strother, Paris Strother)
7. People of the Pride – 3:37 (Guy Berryman, Jonny Buckland, Will Champion, Chris Martin, Max Martin, Bill Rahko, Derek Dixie)
8. Biutyful – 3:12 (Guy Berryman, Jonny Buckland, Will Champion, Chris Martin, Max Martin, Oscar Holter)
9. Music of the Spheres II – 0:21 (Guy Berryman, Jonny Buckland, Will Champion, Chris Martin, Max Martin)
10. My Universe (with BTS) – 3:48 (Guy Berryman, Jonny Buckland, Will Champion, Chris Martin, Max Martin, Bill Rahko, Oscar Holter, RM, Suga, J-Hope)
11. Infinity Sign – 3:46 (Guy Berryman, Jonny Buckland, Will Champion, Chris Martin, Max Martin, Jon Hopkins)
12. Coloratura – 10:18 (Guy Berryman, Jonny Buckland, Will Champion, Chris Martin, Max Martin)

Tracce bonus nell'edizione giapponese
1. Higher Power (Acoustic) – 3:34 (Guy Berryman, Jonny Buckland, Will Champion, Chris Martin, Max Martin, Federico Vindver, Denise Carite)
2. Higher Power (Tiësto Remix) – 3:49 (Guy Berryman, Jonny Buckland, Will Champion, Chris Martin, Max Martin, Federico Vindver, Denise Carite)

Tracce bonus nell'edizione deluxe digitale
1. Higher Power (Acoustic Version) – 3:34 (Guy Berryman, Jonny Buckland, Will Champion, Chris Martin, Max Martin, Federico Vindver, Denise Carite)
2. My Universe (Acoustic Version) – 3:43 (Guy Berryman, Jonny Buckland, Will Champion, Chris Martin, Max Martin, Bill Rahko, Oscar Holter, RM, Suga, J-Hope)
3. My Universe (Supernova 7 Mix) – 4:39 (Guy Berryman, Jonny Buckland, Will Champion, Chris Martin, Max Martin, Bill Rahko, Oscar Holter, RM, Suga, J-Hope)
4. My Universe (Suga's Remix) – 3:08 (Guy Berryman, Jonny Buckland, Will Champion, Chris Martin, Max Martin, Bill Rahko, Oscar Holter, RM, Suga, J-Hope)
5. My Universe (Orchestral Mix) – 4:19 (Guy Berryman, Jonny Buckland, Will Champion, Chris Martin, Max Martin, Bill Rahko, Oscar Holter, RM, Suga, J-Hope)

## Formazione
Gruppo
- Chris Martin – voce (eccetto tracce 1, 4 e 9), tastiera (tracce 1-3, 5, 7-10, 12), percussioni (traccia 2), chitarra (tracce 3, 5, 7, 8 e 12), pianoforte (tracce 8, 11 e 12)
- Jonny Buckland – chitarra (eccetto tracce 4, 6, 9 e 11), percussioni (traccia 7), tastiera (tracce 8 e 12), cori (traccia 11)
- Guy Berryman – basso (eccetto tracce 1, 6, 9 e 11), tastiera (tracce 7 e 8), percussioni (traccia 7)
- Will Champion – batteria (eccetto tracce 1, 4, 6, 8 e 9), cori (tracce 2-4, 7, 11), percussioni (tracce 3, 8, 10 e 12), programmazione (traccia 7), voce (traccia 12)

Altri musicisti
- Daniel Green – programmazione (tracce 1, 3, 7, 8, 11 e 12), tastiera (tracce 1, 3, 5, 8 e 11)
- Bill Rahko – programmazione (tracce 1 e 7), voce aggiuntiva (traccia 2), tastiera (traccia 7), cori (traccia 10), theremin (traccia 12)
- Rik Simpson – programmazione e tastiera (tracce 1, 8 e 11), tastiera aggiuntiva (traccia 12)
- Federico Vindver – tastiera (tracce 1-3, 8), tastiera aggiuntiva (traccia 12)
- Apple Martin – intro countdown (traccia 2), voce (traccia 9)
- For Love Choir – voce e arrangiamento vocale (tracce 2 e 3)
- Max Martin – programmazione (tracce 2, 3, 7 e 8), tastiera (tracce 2, 3, 5, 7 e 8), cori (tracce 2 e 10), programmazione della batteria (tracce 5 e 12), voce aggiuntiva (tracce 5 e 12), tastiera aggiuntiva (traccia 12)
- Oscar Holter – programmazione (tracce 2, 3 e 7), tastiera (tracce 2, 3, 5, 7, 11 e 12), programmazione della batteria (tracce 5 e 12), chitarra aggiuntiva (traccia 10)
- Jon Hopkins – programmazione (tracce 3 e 4), tastiera (tracce 3, 5, 11 e 12)
- Stephen Fry – voce aggiuntiva (traccia 3)
- Moses Martin – voce aggiuntiva (traccia 3)
- Cherif Hashizume – programmazione aggiuntiva (tracce 3-5, 11 e 12)
- Jacob Collier – cori (traccia 4), voce (traccia 6)
- Selena Gomez – voce (traccia 5)
- Amber Strother – voce (traccia 6), cori (traccia 10)
- Paris Strother – voce (traccia 6), sintetizzatore (traccia 12)
- Derek Dixie – ottoni e tastiera (e relativi arrangiamenti) e programmazione (traccia 7)
- Vilma Colling – voce aggiuntiva (traccia 7)
- Davide Rossi – strumenti ad arco e relativo arrangiamento (tracce 8 e 12)
- Angel Lopez – tastiera (traccia 8)
- Bea Berryman – voce (traccia 9)
- Nico Berryman – voce (traccia 9)
- Violet Buckland – voce (traccia 9)
- Ava Champion – voce (traccia 9)
- Juno Champion – voce (traccia 9)
- Doris Sandberg – voce (traccia 9)
- Richard Axnick – voce (traccia 9)
- BTS – voci (traccia 10)
- Tate McDowell – cori (traccia 10)
- John Metcalfe – strumenti ad arco e relativo arrangiamento (traccia 12)

Produzione
- Max Martin – produzione
- Oscar Holter – produzione
- Bill Rahko – produzione, ingegneria del suono, missaggio (tracce 1 e 9)
- Michael Ilbert – ingegneria del suono, missaggio (traccia 12)
- Șerban Ghenea – missaggio (eccetto tracce 1, 6, 9 e 12)
- John Hanes – assistenza al missaggio
- Randy Merrill – mastering
- Federico Vindver – produzione aggiuntiva (tracce 1 e 8)
- Daniel Green – produzione aggiuntiva (tracce 2, 3, 5, 7 e 12)
- Rik Simpson – produzione aggiuntiva (tracce 2, 3, 5, 7 e 12), missaggio (traccia 12)
- Jon Hopkins – produzione aggiuntiva (tracce 3 e 5)
- Jacob Collier – missaggio (traccia 6)
- Angel Lopez – produzione aggiuntiva (traccia 8)
- Pdogg – produzione e ingegneria voci dei BTS (traccia 10)

## Successo commerciale
Nel Regno Unito Music of the Spheres ha debuttato in vetta alla Official Albums Chart con 101 000 unità vendute nella prima settimana, divenendo il più venduto dell'anno nel paese. Con il suo posizionamento in cima alla classifica, i Coldplay rientrano tra i pochi artisti ad aver posizionato ogni album in studio sempre al primo posto.

## Classifiche

### Classifiche settimanali
| Classifica (2021) | Posizione massima |
| ----------------- | ----------------- |
| Argentina         | 3                 |
| Australia         | 1                 |
| Austria           | 2                 |
| Belgio (Fiandre)  | 1                 |
| Belgio (Vallonia) | 1                 |
| Canada            | 2                 |
| Croazia           | 1                 |
| Danimarca         | 6                 |
| Finlandia         | 4                 |
| Francia           | 1                 |
| Germania          | 2                 |
| Giappone          | 13                |
| Grecia            | 9                 |
| Irlanda           | 1                 |
| Islanda           | 24                |
| Italia            | 4                 |
| Lituania          | 8                 |
| Norvegia          | 2                 |
| Nuova Zelanda     | 2                 |
| Paesi Bassi       | 1                 |
| Polonia           | 5                 |
| Portogallo        | 1                 |
| Regno Unito       | 1                 |
| Repubblica Ceca   | 1                 |
| Slovacchia        | 1                 |
| Spagna            | 1                 |
| Stati Uniti       | 4                 |
| Svezia            | 3                 |
| Svizzera          | 2                 |
| Ungheria          | 4                 |

### Classifiche di fine anno
| Classifica (2021) | Posizione |
| ----------------- | --------- |
| Austria           | 55        |
| Belgio (Fiandre)  | 31        |
| Belgio (Vallonia) | 17        |
| Francia           | 40        |
| Germania          | 42        |
| Italia            | 98        |
| Paesi Bassi       | 41        |
| Portogallo        | 15        |
| Regno Unito       | 14        |
| Spagna            | 62        |
| Svizzera          | 19        |
| Ungheria          | 42        |
| Classifica (2022) | Posizione |
| Belgio (Fiandre)  | 30        |
| Belgio (Vallonia) | 42        |
| Francia           | 97        |
| Paesi Bassi       | 26        |
| Spagna            | 54        |
| Classifica (2023) | Posizione |
| Portogallo        | 58        |

## Riconoscimenti
American Music Award
- 2022 – Candidatura al miglior album Rock

Billboard Music Awards
- 2022 – Candidatura al miglior album Rock

Grammy Award
- 2023 – Candidatura all'album dell'anno
- 2023 – Candidatura al miglior album pop vocale